# Diecezja opolska
Diecezja opolska (łac. Dioecesis Opoliensis, niem. Bistum Oppeln) – jedna z 3 diecezji obrządku łacińskiego w metropolii katowickiej w Polsce ustanowiona Administraturą Apostolską zachodniej części Górnego Śląska w 1945 roku, którą kierował m.in. biskup Bolesław Kominek, ustanowiona diecezją w 1972 przez papieża Pawła VI bullą Episcoporum Poloniae coetus i włączona do metropolii wrocławskiej, a 25 marca 1992 do katowickiej.

## Instytucje diecezjalne
- Kuria diecezjalna
- Wyższe Międzydiecezjalne Seminarium Duchowne w Opolu
- Caritas diecezjalne
- Sąd Diecezji Opolskiej
- Radio Doxa
- Archiwum diecezjalne
- Muzeum diecezjalne
- Diecezjalna Księgarnia św. Krzyża
- Domy Rekolekcyjno-Formacyjne
- Domy Księży Emerytów
- Diecezjalny Instytut Muzyki Kościelnej
- Diecezjalna Szkoła Podstawowa i Liceum Humanistyczne w Nysie

## Biskupi
- Biskup diecezjalny: dr hab. Andrzej Czaja, prof. KUL i UO (od 2009)
- Biskup pomocniczy / wikariusz generalny: dr hab. Rudolf Pierskała (od 2014)
- Biskup pomocniczy: lic. Waldemar Musioł (od 2022)
- Arcybiskup senior: prof. dr hab. Alfons Nossol (senior od 2009)
- biskup senior: mgr Paweł Stobrawa (senior od 2022)

## Główna świątynia
- Kościół katedralny Świętego Krzyża w Opolu

## Sanktuaria[2]
- Sanktuarium Matki Boskiej Opolskiej w Katedrze Świętego Krzyża w Opolu
- Sanktuarium św. Anny na Górze św. Anny
- Sanktuarium św. Jacka w Kamieniu Śląskim
- Sanktuarium św. Rity w Głębinowie
- Sanktuarium św. Józefa w Jemielnicy

## Święci, błogosławieni i męczennicy
- Józef Cebula OMI – błogosławiony i męczennik Kościoła katolickiego, zamordowany w obozie koncentracyjnym KL Mauthausen-Gusen
- Piotr Gołąb SVD – Sługa Boży, werbista. Zamordowany przez nazistów w obozie koncentracyjnym KL Dachau, oczekuje na beatyfikację w procesie II grupy polskich męczenników z okresu II wojny światowej
- Alojzy Liguda SVD – błogosławiony i męczennik Kościoła katolickiego, werbista, zamordowany w eksperymencie pseudomedycznym w obozie koncentracyjnym KL Dachau
- Michael von Matuschka – Sługa Boży, hrabia, polityk, urzędnik państwowy, przeciwnik nazizmu, zamordowany w więzieniu Berlin-Plötzensee za udział w zamachu na życie Adolfa Hitlera
- Maria Merkert – błogosławiona Kościoła katolickiego, założycielka Zgromadzenia Sióstr św. Elżbiety
- Bronisława Odrowąż – błogosławiona Kościoła katolickiego, norbertanka
- Czesław Odrowąż OP – błogosławiony Kościoła katolickiego, dominikanin
- Jacek Odrowąż OP – święty Kościoła katolickiego, dominikanin
- Teodor Sąsała SVD – Sługa Boży, werbista. Zamordowany przez nazistów w obozie koncentracyjnym KL Sachsenhausen, oczekuje na beatyfikację w procesie II grupy polskich męczenników z okresu II wojny światowej
- Albert Willimsky – ksiądz rzymskokatolicki, przeciwnik nazizmu, który m.in. za obronę polskich robotników przymusowych został zamęczony w obozie koncentracyjnym KL Sachsenhausen

## Statystyka
| rok  | ludność    | ludność     | ludność | kapłani | kapłani     | kapłani | kapłani                 | diakoni stali | zakonnicy | zakonnicy | parafie |
| rok  | ochrzczeni | mieszkańców | %       | liczba  | diecezjalni | zakonni | ochrzczonych na kapłana | diakoni stali | mężczyzn  | kobiet    | parafie |
| ---- | ---------- | ----------- | ------- | ------- | ----------- | ------- | ----------------------- | ------------- | --------- | --------- | ------- |
| 1980 | 1600 tys.  | 1660 tys.   | 96,4    | 956     | 711         | 245     | 1673                    |               | 277       | 1427      | 445     |
| 1990 | 1820 tys.  | 1920 tys.   | 94,8    | 1012    | 777         | 235     | 1798                    |               | 374       | 1310      | 490     |
| 1999 | 870 tys.   | 910 tys.    | 95,6    | 746     | 619         | 127     | 1166                    |               | 171       | 913       | 392     |
| 2000 | 870 tys.   | 910 tys.    | 95,6    | 734     | 618         | 116     | 1185                    |               | 157       | 898       | 395     |
| 2001 | 870 tys.   | 910 tys.    | 95,6    | 766     | 637         | 129     | 1136                    |               | 171       | 896       | 396     |
| 2002 | 870 tys.   | 910 tys.    | 95,6    | 773     | 649         | 124     | 1126                    |               | 168       | 882       | 396     |
| 2003 | 870 tys.   | 909 tys.    | 95,7    | 780     | 658         | 122     | 1115                    |               | 172       | 874       | 396     |
| 2004 | 860 tys.   | 900 tys.    | 95,6    | 788     | 666         | 122     | 1091                    |               | 173       | 870       | 396     |
| 2013 | 847 tys.   | 887 tys.    | 95,5    | 820     | 673         | 147     | 1032                    |               | 190       | 681       | 398     |
| 2016 | 794 tys.   | 820 tys.    | 96,8    | 800     | 653         | 147     | 992                     | 5             | 190       | 638       | 399     |
| 2019 | 795 tys.   | 821 tys.    | 96,9    | 805     | 652         | 153     | 988                     | 7             | 180       | 644       | 399     |